# Вулфовиц, Пол
Пол Вулфовиц (англ. Paul Wolfowitz; род. 22 декабря 1943) — американский политический, государственный и военный деятель, президент Всемирного банка в 2005 — 2007 годах.

## Карьера

### Политик США
Отец Вулфовица Джейкоб, выходец из Польши еврейского происхождения, переехал в США после Первой мировой войны и стал выдающимся математиком-статистиком.
Пол же стал очень влиятельным разработчиком стратегии внешней политики США в эпоху после холодной войны. Его интеллектуальными наставниками были философ Лео Штраус (Вулфовиц успел прослушать у него только два курса в Чикагском университете) и моралист Алан Блум. Пол писал диссертацию по ядерной технологии на Ближнем Востоке у видного ядерного стратега Альберта Уохолстеттера (в своё время убедившего Рональда Рейгана начать разработку системы Противоракетной обороны), практический опыт черпал у сенаторов Джорджа Шульца, Генри Джексона, Дика Чейни и Дональда Рамсфелда. Создал систему своих протеже из тех, с кем учился в Корнеллском университете и кому преподавал в Йельском университете (Скутер Либби, глава офиса вице-президента до осени 2005 года, учёный Фрэнсис Фукуяма и другие). В настоящее время работает в политологическом центре Американского института предпринимательства.
- Член Центра политики безопасности США, лауреат награды «Хранитель Пламени» от Центра политики безопасности США (2003).

### Госдепартамент и Министерство обороны США
После работы у сенатора-демократа Джексона двадцать пять лет проработал в Госдепартаменте и Пентагоне. При Ричарде Никсоне по заданию тогдашнего директора ЦРУ Джорджа Буша работал в «Команде Би», которая готовила независимые от ЦРУ доклады по оценке советской угрозы.
При президенте Джеймсе Картере, находясь на посту помощника министра обороны по региональным программам, впервые поставил вопрос о необходимости создать в регионе Персидского залива инфраструктуры для переброски войск на случай нападения на нефтяные месторождения Саудовской Аравии и Кувейта советских войск и, возможно, Ирака.
С 1986 по 1989 был послом США в Индонезии.

### Заместитель министра обороны США
Занимал должность заместителя министра обороны США с 2001 по 2005 год, а в 1989—1993 при Буше-старшем работал в качестве заместителя министра обороны Дика Чейни. После войны в Персидском заливе 1991 года Вулфовиц и его тогдашний помощник Скутер Либби подготовили «Руководство по оборонному планированию» 1992 года, которое стало известно как «доктрина Вулфовица», чтобы «задать направление нации на следующее столетие», где впервые заговорили о принципах американской гегемонии в однополярном мире. Именно этот документ лёг в основу Стратегии национальной безопасности (англ. National Security Strategy of the United States) администрации Буша-младшего в 2002 году. После теракта 11 сентября 2001 г. содействовал созданию в Пентагоне Управления специальных планов (англ. Office of Special Plans), просуществовавшего с сентября 2002 по октябрь 2003.

### Президент Всемирного банка
В январе 2005 был выдвинут на должность президента Всемирного банка и в июне того же года занял её. Должность президента Всемирного банка занимал с июня 2005 по 30 июня 2007 года.

## Мнения о Вулфовице
Как отмечал Генри Киссинджер: «Каждый, кто знает Вулфовица по его работе в качестве посла в Индонезии, а также помощника госсекретаря по Азии, подтвердит, что он оказывал сильную поддержку демократии и социальному прогрессу в этих странах».

## Скандалы
- 30 января 2007 года при посещении мечети в турецком городе Эдирне Вулфовицу пришлось снять обувь (в мечети полагается находиться без обуви). При этом обнаружилось, что у него дырявые носки[3][4]. В результате этого инцидента был создан международный фонд сбора средств на новые носки для Пола Вулфовица «1,000,000 socks for Paul Wolfowitz»[5].
- В апреле 2007 года ассоциация служащих Всемирного банка заявила, что Вулфовиц «разрушил» доверие сотрудников и должен покинуть свой пост[6]. Вулфовица обвинили в фаворитизме — в связи с продвижением им, в ущерб другим, своей любовницы и сожительницы Шаха Резы. В результате скандала Пол Вулфовиц ушёл с поста президента Всемирного банка, и с 30 июня 2007 года по 30 июня 2012 года его занимал Роберт Зеллик, которого потом сменил на этом посту Джим Ён Ким.